# Stephanie Corneliussen
Stephanie Corneliussen (28 de abril de 1987) es una actriz y modelo danesa más conocida por su papel de Joanna Wellick en Mr. Robot.

## Primeros años
Corneliussen nació en Copenhague y asistió a Johannesskolen en Frederiksberg y estudió ballet en Copenhague. Tiene un título en diseño gráfico.
Fue descubierta a los 13 años y animada a participar en el concurso de Supermodelos de Escandinavia, que fue orquestado por Jacqueline Friis Mikkelsen, la directora general de Unique Models, una agencia internacional de modelos con sede en Copenhague. Ella ganó el concurso y posteriormente comenzó su carrera internacional de modelo. Aunque sigue ampliando su carrera de modelo, comenzó a estudiar en  Reino Unido en 2007, y en 2011 se trasladó a Los Ángeles.

## Carrera
Corneliussen ha estado en la portada y ha aparecido en muchas revistas, incluyendo GQ, Vanity Fair, trata!, Vs., Playboy y Vogue. También ha aparecido en varias campañas publicitarias y anuncios para marcas como bebe, Armani, Dasani, Lexus y Nikon.
Ha sido invitada a la serie de drama médico de la cadena USA Network Royal Pains, la comedia de la NBC Bad Judge y la comedia de TV Land The Exes. El 30 de julio de 2012, Corneliussen apareció en el vídeo oficial de Matchbox Twenty para "She's So Mean" como la chica del caos.
Para la antología de la serie de televisión de terror American Horror Story, Corneliussen retrató a la "Monja Blanca", el rostro que representaba la segunda temporada, subtitulada Asylum. En 2013, apareció en la película Hansel y Gretel: Cazadores de brujas, y al año siguiente retrató a Tatiana en la película de televisión nominada al Emmy de HBO, Hello Ladies.
En 2015, Corneliussen fue elegida para un papel recurrente en la serie televisiva de drama y thriller Mr. Robot de USA Network, interpretando el personaje de Joanna Wellick. El piloto se estrenó el 27 de mayo de 2015. El programa ha recibido la aclamación de la crítica y ha sido nominado para múltiples premios, ganando el premio Globo de Oro 2015 a la mejor serie de televisión - Drama. Mr. Robot fue elegido para una segunda temporada. En septiembre de 2015, se anunció que Corneliussen había sido elegida como Valentina Vostok en la serie de CW, DC Legends of Tomorrow, un spin-off de Arrow y The Flash.
En marzo de 2016, Corneliussen fue promovida a la serie regular y se añadió al elenco principal de Mr. Robot. En 2018, fue elegida como la misteriosa antagonista de la serie de televisión Deception. En 2019, apareció como Gabrielle Haller en Legión de Noah Hawley.

## Vida personal
Corneliussen es bisexual. Es una defensora de los derechos de los animales y es vegetariana desde 2013.
Corneliussen está actualmente representada por Scoop Models en Copenhague.

## Filmografía

### Películas
| Año  | Título                               | Función            | Notas                                  |
| ---- | ------------------------------------ | ------------------ | -------------------------------------- |
| 2013 | Hansel & Gretel: Cazadores de Brujas | Bruja del desierto |                                        |
| 2014 | Hello Ladies: La Película            | Tatiana            | Película de televisión de Hello Ladies |

### Televisión
| Año      | Título              | Función                    | Notas                                 |
| -------- | ------------------- | -------------------------- | ------------------------------------- |
| 2014     | The Rebels          | La preciosa interna Ashley | Episodio: "Piloto"                    |
| 2014     | Royals Pains        | Sloane Lerner              | Episodio: "Hankmed on the Half Shell" |
| 2015     | Bad Judge           | Appolonia                  | Episodio: "Case Closed "              |
| 2015     | The Exes            | Nadia                      | Episodio: "Le"                        |
| 2015@–17 | Mr. Robot           | Joanna Wellick             | Papel principal                       |
| 2016     | Legends of Tomorrow | Valentina Vostok           | Papel recurrente                      |
| 2018     | Deception           | Mujer misteriosa           | Papel recurrente                      |
| 2019     | Legión              | Gabrielle Xavier           | Papel recurrente                      |